# Walther Fischer (Jurist)
Walther Fischer (* 27. Oktober 1883 in Tianjin, China; † 22. März 1954 in Hamburg) war ein deutscher Politiker der CDU und Hamburger Jurist.

## Leben
Walther Fischer wurde als Sohn eines Kaufmanns und Konsuls geboren und kam mit anderthalb Jahren nach Hamburg, wo er bei seiner Großmutter aufwuchs. Er studierte in Freiburg im Breisgau und Berlin Rechtswissenschaften. Er wurde 1902 Mitglied in der Burschenschaft Franconia Freiburg.
Nach seiner Promotion in Göttingen eröffnete er 1912 in Hamburg eine Anwaltskanzlei und war später Mitglied der Sozietät Wassermann/Bußmann/Fischer. Am Ersten Weltkrieg nahm er als Artillerieoffizier teil. Er hatte einen Lehrauftrag an der Universität Hamburg.
Ab 1922 saß er im Vorstand der hanseatischen Rechtsanwaltskammer und seit 1926 als Vorstandsmitglied im Deutschen Anwaltverein (DAV).
Später war er an der Universität Hamburg Professor für Bürgerliches Recht, Zivilprozess-, Konkurs-, Urheber- und Patentrecht.
Nach der NS-Zeit wurde er 1945 zum Präsidenten der Hamburgischen Rechtsanwaltskammer gewählt und später auch Vorsitzender der Arbeitsgemeinschaft der Deutschen Anwaltskammervorstände.
Fischer wurde 1946 von der britischen Besatzungsmacht als Vertreter der Universität Hamburg in die Ernannte Bürgerschaft berufen. In seiner Aufgabe als Bürgerschaftsabgeordneter und Rechtsanwalt war er Schriftführer im Verfassungsausschuss, der die Vorläufige Verfassung – verabschiedet am 15. Mai 1946 – für Hamburg erarbeitete. Zunächst parteilos, schloss er sich im Juni 1946 mit der Gruppe um Bürgermeister Rudolf Petersen der CDU-Fraktion an. Am 13. Oktober 1946 zog er für die CDU in die erste seit 1933 frei gewählte Hamburgische Bürgerschaft ein. Er war in der ersten Wahlperiode bis 1949 Mitglied im Parlament. In dieser Zeit übernahm er zudem von Oktober 1946 bis Anfang 1949 den CDU-Fraktionsvorsitz und war Vizepräsident der Bürgerschaft. Von 1947 bis 1953 saß er außerdem als Mitglied in der Gefängnisdeputation. Er schied zum Ende der Wahlperiode aus dem Parlament aus.
1953 wurde er als Verfassungsrichter an das Hamburgische Verfassungsgericht berufen.

## Ehrungen
- 1953: Großes Verdienstkreuz mit Stern der Bundesrepublik Deutschland
- 1953: Bürgermeister-Stolten-Medaille
- Ehrenvorsitzender der Deutschen Vereinigung für gewerblichen Rechtsschutz

## Veröffentlichungen
- Eventualhäufungen in Klage, Widerklage und Rechtsmitteln. Dissertation Universität Göttingen 1912.